# Ernst Marischka
Ernst Marischka (Vienna, 2 gennaio 1893 – Coira, 12 maggio 1963) è stato un regista, sceneggiatore e produttore cinematografico austriaco.
Specializzato in commedie musicali e in operette, è famoso soprattutto per aver diretto i tre film dedicati a Sissi, l'imperatrice d'Austria e regina di Ungheria, interpretati da Romy Schneider tra il 1955 e il 1958. Fratello di Hubert Marischka, scrisse i versi di Vergiß mich nicht, la versione tedesca della celeberrima Non ti scordar di me di Ernesto De Curtis.

## Biografia
Finite le scuole, suo fratello Hubert lo presentò a un amico, il conte Alexander Kolowrat, un pioniere del cinema austriaco che a Vienna aveva fondato una propria casa di produzione, la Sascha Film. Ernst scrisse la sua prima sceneggiatura per Kolowrat: Der Millionenonkel, film diretto da suo fratello, era una grossa produzione spettacolare che gli aprì la strada del cinema. Passò presto anche dietro la macchina da presa e firmò il suo primo film da regista nel 1915.
Nella sua carriera, diresse trentacinque film. Ma il suo lavoro principale restò per tutta la vita quello di scrittore: specialista nel genere brillante, scrisse numerosi romanzi e commedie musicali. Lavorò in Austria, Germania, Italia, Francia e anche negli Stati Uniti. Hollywood riprese alcuni dei suoi soggetti e delle sue sceneggiature come L'eterna armonia, film biografico su Chopin diretto da Charles Vidor e Parata di primavera diretto da Henry Koster del 1940 e interpretato da Deanna Durbin.

## Premi e riconoscimenti
Nel 1946, Marischka venne candidato all'Oscar per il miglior soggetto per il film L'eterna armonia (A Song to Remember).

## Filmografia

### Regista
- Der Schusterprinz (1915)
- Fred Roll (1918)
- Um ein Weib, co-regia di Ernst Marischka (1918)
- Seine tapfere Frau (1918)
- Fürst S.S. (1919)
- Töte sie! (1920)
- Enis Aldjelis, die Blume des Ostens (1920)
- Die Huronen (1921)
- Walpurgiszauber (1923)
- Sette anni di guai (Sieben Jahre Pech) (1940)
- Sieben Jahre Glück (1942)
- Sette anni di felicità, co-regia Roberto Savarese (1942)
- Dove andiamo, signora? (1942)
- Abenteuer im Grandhotel (1943)
- Passione secondo S. Matteo (1949)
- Verklungenes Wien (1951)
- Zwei in einem Auto (1951)
- Saison in Salzburg (1952)
- Danzerò con te tra le stelle (Hannerl: Ich tanze mit Dir in den Himmel hinein) (1952)
- Der Feldherrnhügel (1953)
- Du bist die Welt für mich (1953)
- Hurra - ein Junge! co-regia (non accreditato) Georg Jacoby (1953)
- König der Manege (1954)
- L'amore di una grande regina (Mädchenjahre einer Königin) (1954)
- 4º fanteria (Die Deutschmeister) (1955)
- La principessa Sissi (Sissi) (1955)
- Opernball (1956)
- Sissi - La giovane imperatrice (Sissi – Die junge Kaiserin) (1956)
- Scherben bringen Glück (1957)
- Sissi - Destino di una imperatrice (Sissi – Schicksalsjahre einer Kaiserin) (1957)
- Un posto in paradiso (Der veruntreute Himmel) (1958)
- La casa delle tre ragazze (Das Dreimäderlhaus) (1958)
- Sissi e il granduca (Alt Heidelberg) (1959)
- Forever My Love (1962)

### Sceneggiatore
- Der Millionenonkel, regia di Hubert Marischka - sceneggiatore  (1913)
- Cocl als Hausherr, regia di Rudolf Walter e Josef Zeitlinger - sceneggiatore (1913)
- Zwei Freunde, regia di Ernst Marischka e di Hubert Marischka  (1915)
- Der Schusterprinz, regia di Ernst Marischka (1915)
- Fred Roll, regia di Ernst Marischka - sceneggiatore (1918)
- Um ein Weib, regia di Ernst Marischka e di Hubert Marischka - sceneggiatore (1919)
- Wo die Lerche singt, regia di Hubert Marischka - sceneggiatore (1918)
- Enis Aldjelis, die Blume des Ostens, regia di Ernst Marischka (1920)
- Il diamante dello Zar (Der Orlow), regia di Jacob Fleck e Luise Fleck (1927)
- Due cuori e un'automobile (Paris-Méditerranée), regia di Joe May (1932)
- La ditta innamorata (Die verliebte Firma), regia di Max Ophüls (1932)
- Zwei in einem Auto, regia di Joe May (1932)
- Don Giovanni in tuta (Ich will nicht wissen, wer du bist), regia di Géza von Bolváry - storia e adattamento (1932)
- L'Orloff (Der Diamant des Zaren), regia di Max Neufeld (1932)
- Hochzeitsreise zu dritt, regia di Erich Schmidt e Joe May (1932)
- Voyage de noces, regia di Germain Fried, Joe May e Erich Schmidt - sceneggiatore (1933)
- Aspetto una signora (Ein Lied für dich), regia di Joe May - sceneggiatore (1933)
- Tout pour l'amour, regia di Henri-Georges Clouzot e Joe May - sceneggiatore (1933)
- Muß man sich gleich scheiden lassen, regia di Hans Behrendt - libro (1933)
- Rákóczi induló, regia di Steve Sekely - sceneggiatore (1933)
- Rakoczy-Marsch, regia di Gustav Fröhlich e Steve Sekely - sceneggiatore (1933)
- La Chanson de l'adieu, regia di Albert Valentin e Géza von Bolváry (1934)
- The Queen's Affair, regia di Herbert Wilcox - lavoro teatrale  (1934)
- Abenteuer im Südexpress, regia di Erich Waschneck (1934)
- Vienna di Strauss (Waltzes from Vienna), regia di Alfred Hitchcock - musical The Great Waltz (1934)
- Mein Herz ruft nach dir, regia di Carmine Gallone (1934)
- My Song for You, regia di Maurice Elvey - musical Ein Lied für Dich (1934)
- Mon coeur t'appelle, regia di Carmine Gallone e Serge Véber (1934)
- Parata di primavera (Frühjahrsparade), regia di Géza von Bolváry (1934)
- Valzer d'addio di Chopin (Abschiedswalzer), regia di Géza von Bolváry - sceneggiatore (1934)
- Teresa Krones (Ihr größter Erfolg), regia di Johannes Meyer - dialoghi (1934)
- Winternachtstraum, regia di Géza von Bolváry (1935)
- Eva, regia di Johannes Riemann - adattamento (1935)
- Stradivari, regia di Géza von Bolváry (1935)
- Amo tutte le donne (Ich liebe alle Frauen), regia di Carl Lamac (1935)
- Clò clò (Die ganze Welt dreht sich um Liebe), regia di Viktor Tourjansky - libro (1935)
- Stradivarius, regia di Albert Valentin e Géza von Bolváry - sceneggiatore (1935)
- Vergiss mein nicht, regia di Augusto Genina - scenario (1935)
- J'aime toutes les femmes, regia di Carl Lamac (1935)
- La giovinezza di una grande imperatrice (Mädchenjahre einer Königin), regia di Erich Engel - sceneggiatore (1936)
- Coriandoli (Konfetti), regia di Hubert Marischka (1936)
- Forget Me Not, regia di Zoltán Korda - sceneggiatura originale tedesca, non accreditato (1936)
- Una notte di Napoleone (Die Nacht mit dem Kaiser), regia di Erich Engel (1936)
- Gefährliches Spiel, regia di Erich Engel (1937)
- Fascino di boheme (Zauber der Bohème), regia di Géza von Bolváry - libro (1937)
- Sangue d'artista (Immer wenn ich glücklich bin..!), regia di Carl Lamac - sceneggiatore (1938)
- Peccati d'amore (Finale), regia di Géza von Bolváry - sceneggiatore (1938)
- Dir gehört mein Herz, regia di Carmine Gallone - sceneggiatura (1938)
- Marionette, regia di Carmine Gallone - storia (1939)
- Il sogno di Butterfly, regia di Carmine Gallone - sceneggiatore (1939)
- Ballo all'opera (Opernball), regia di Géza von Bolváry - adattamento (1939)
- L'allegro cantante (Das Abenteuer geht weiter), regia di Carmine Gallone (1939)
- Pazza di gioia, regia di Carlo Ludovico Bragaglia - storia (1940)
- Caffè viennese (Wiener G'schichten), regia di Géza von Bolváry (1940)
- Parata di primavera (Spring Parade), regia di Henry Koster - storia originale (1940)
- Melodie eterne, regia di Carmine Gallone (1940)
- Baruffe d'amore (Rosen in Tirol), regia di Géza von Bolváry  (1940)
- Sette anni di guai (Sieben Jahre Pech), regia di Ernst Marischka (1940)
- Il gioco del destino (Dreimal Hochzeit), regia di Géza von Bolváry (1941)
- Signora Luna (Frau Luna), regia di Theo Lingen - adattamento (1941)
- Sieben Jahre Glück, regia di Ernst Marischka - soggetto e sceneggiatura (1942)
- Sette anni di felicità, regia di Ernst Marischka e di Roberto Savarese - storia e sceneggiatura (1942)
- Sangue viennese (Wiener Blut), regia di Willi Forst (1942)
- Dove andiamo, signora?, regia di Gian Maria Cominetti e Ernst Marischka - storia e sceneggiatura (1942)
- Abenteuer im Grandhotel, regia di Ernst Marischka - storia e sceneggiatura (1943)
- In flagranti, regia di Hans Schweikart (1944)
- Cuori che cantano (Schrammeln), regia di Géza von Bolváry - sceneggiatura (1944)
- L'eterna armonia (A Song to Remember), regia di Charles Vidor - storia (1945)
- Die Fledermaus, regia di Géza von Bolváry - sceneggiatore (1946)
- Sag' die Wahrheit , regia di Helmut Weiss (1946)
- Addio Mimí!, regia di Carmine Gallone - storia e sceneggiatura (1947)
- Hochzeitsnacht im Paradies, regia di Géza von Bolváry (1950)
- Amore e sangue, regia di Marino Girolami - sceneggiatura (1951)
- Schatten über Neapel, regia di Hans Wolff - storia e sceneggiatura (1951)
- Verklungenes Wien, regia di Ernst Marischka (1951)
- Zwei in einem Auto, regia di Ernst Marischka (1951)
- Saison in Salzburg, regia di Ernst Marischka (1952)
- Danzerò con te tra le stelle (Hannerl: Ich tanze mit Dir in den Himmel hinein), regia di Ernst Marischka (1952)
- Der Feldherrnhügel, regia di Ernst Marischka - sceneggiatore (1953)
- Du bist die Welt für mich, regia di Ernst Marischka - sceneggiatore (1953)
- Hurra - ein Junge!, regia di Ernst Marischka e, non accreditato, Georg Jacoby - libro (1953)
- König der Manege, regia di Ernst Marischka (1954)
- L'amore di una grande regina (Mädchenjahre einer Königin), regia di Ernst Marischka - sceneggiatura (1954)
- 4º fanteria (Die Deutschmeister), regia di Ernst Marischka - sceneggiatura (1955)
- La principessa Sissi (Sissi), regia di Ernst Marischka (1955)
- Opernball, regia di Ernst Marischka - adattamento (1956)
- Sissi, la giovane imperatrice (Sissi – Die junge Kaiserin), regia di Ernst Marischka (1956)
- Scherben bringen Glück, regia di Ernst Marischka (1957)
- Sissi - Il destino di un'imperatrice (Sissi – Schicksalsjahre einer Kaiserin), regia di Ernst Marischka (1957)
- Un posto in paradiso (Der veruntreute Himmel), regia di Ernst Marischka (1958)
- La casa delle tre ragazze (Das Dreimäderlhaus), regia di Ernst Marischka (1958)
- Sissi e il granduca (Alt Heidelberg), regia di Ernst Marischka (1959)
- Saison in Salzburg, regia di Ernst Marischka - libro e sceneggiatura (1961)
- Forever My Love, regia di Ernst Marischka (1962)
- Hochzeitsnacht im Paradies, regia di Paul Martin (1962)